# Skallror
Skallror (Rhinanthus) är ett släkte av snyltrotsväxter. Skallror ingår i familjen snyltrotsväxter.

## Bildgalleri

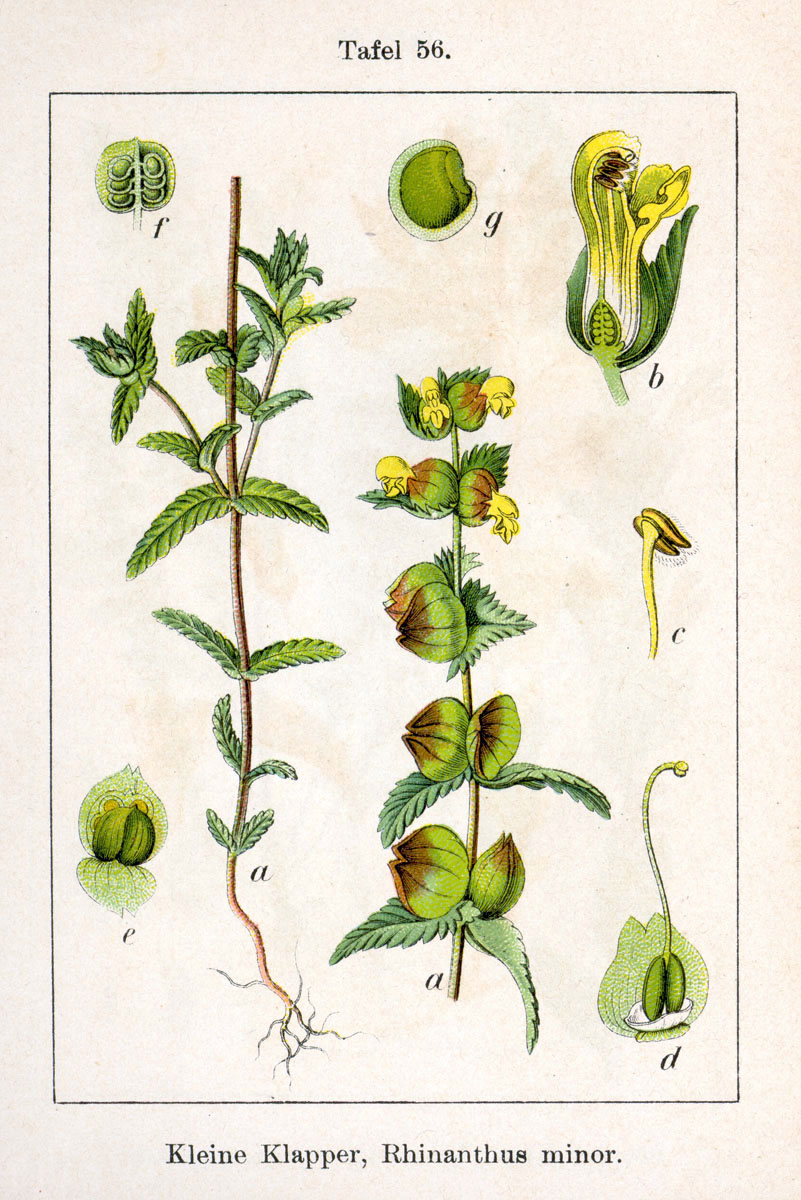
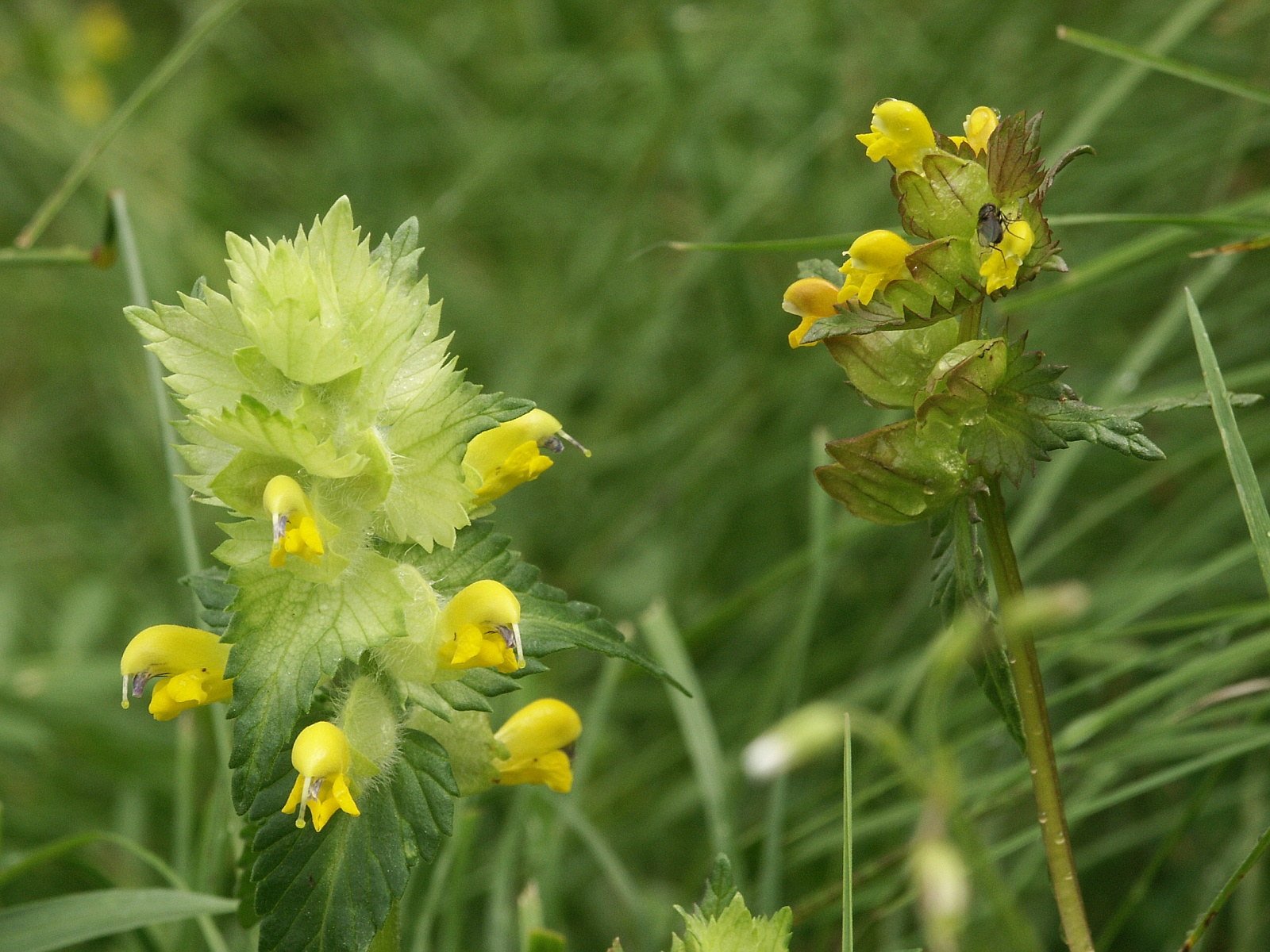
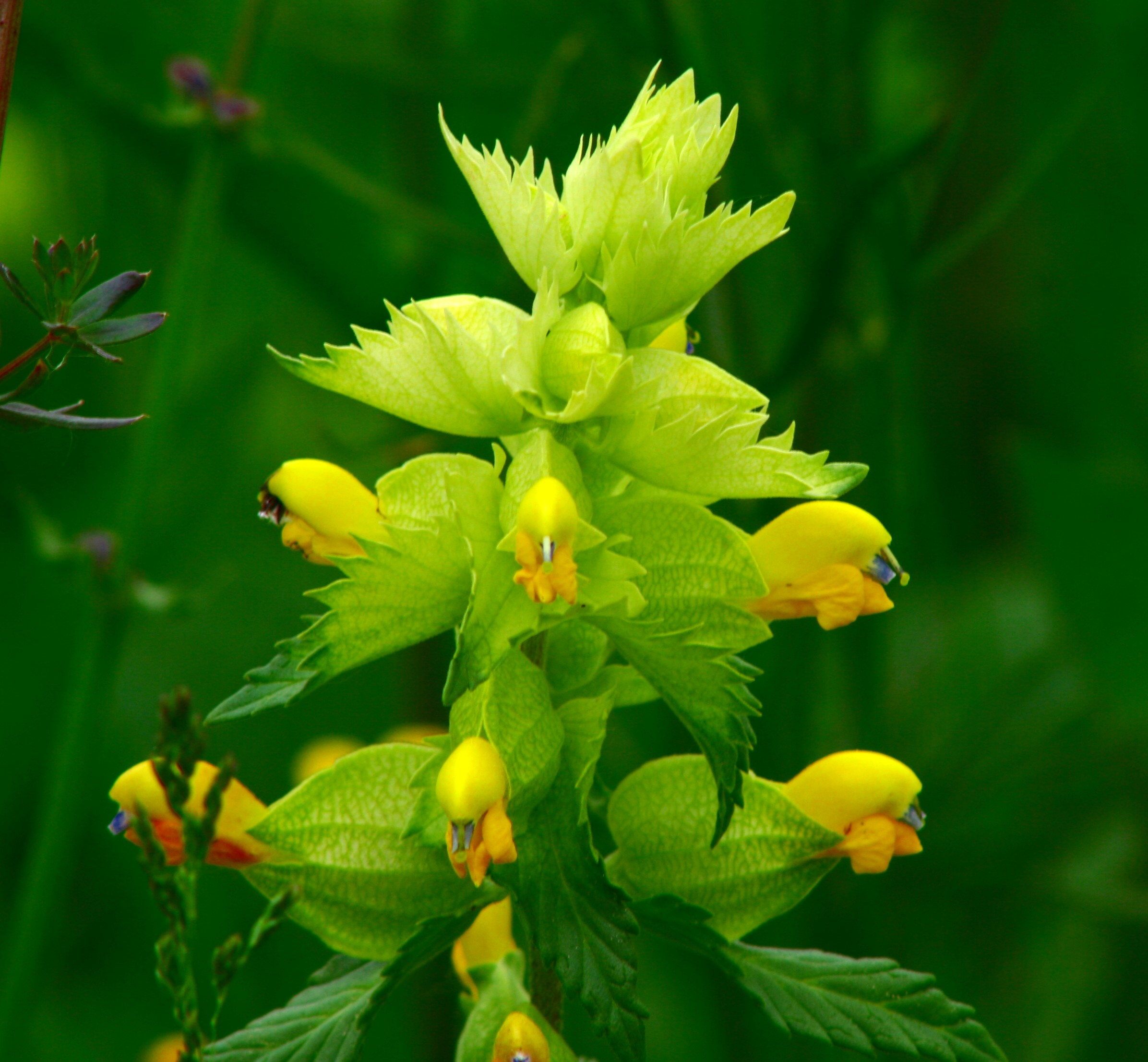
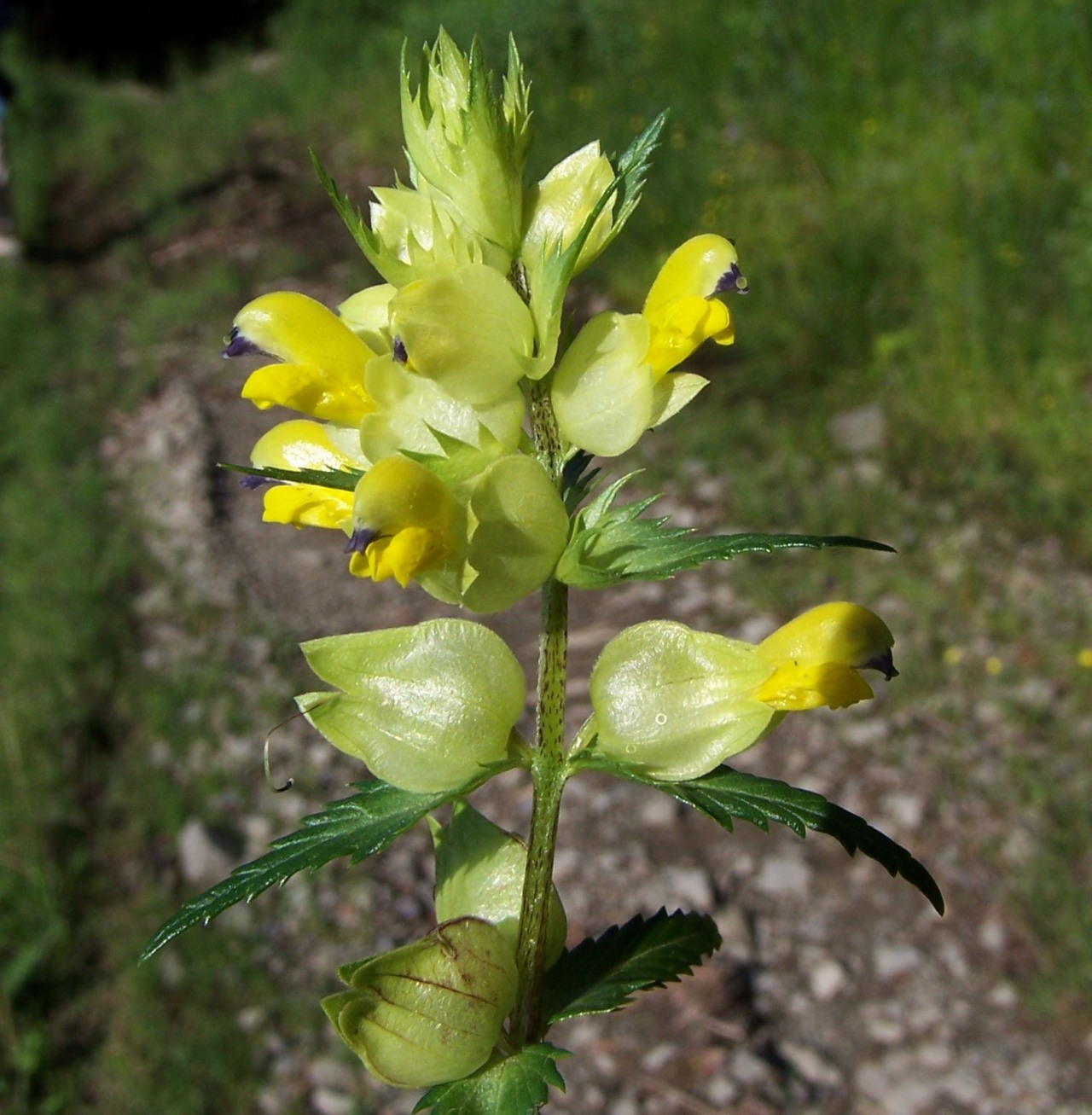
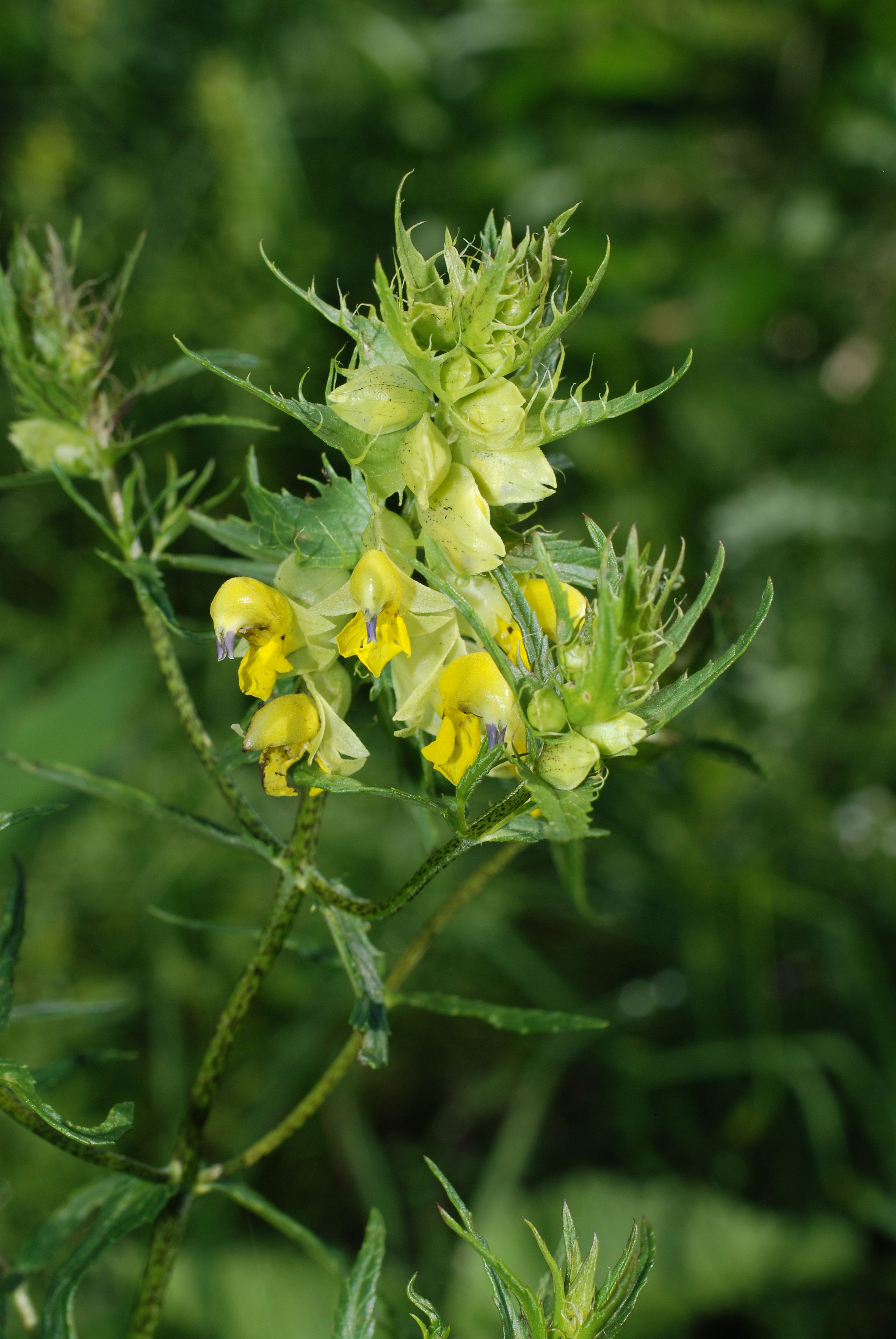
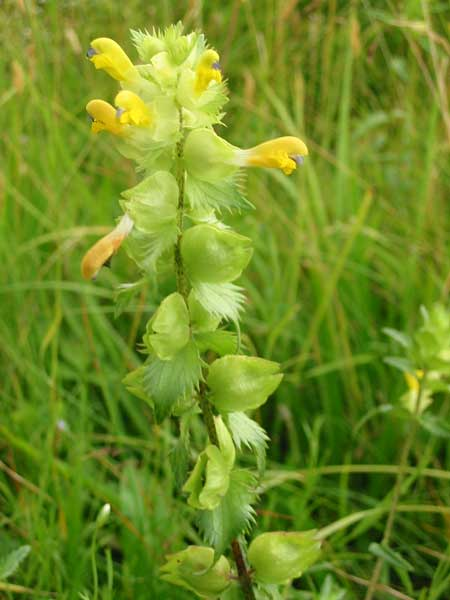

## Dottertaxa till Skallror, i alfabetisk ordning[1]
- Rhinanthus alectorolophus
- Rhinanthus alpinus
- Rhinanthus angustifolius
- Rhinanthus antiquus
- Rhinanthus apterus
- Rhinanthus aristatus
- Rhinanthus asperulus
- Rhinanthus borbasii
- Rhinanthus bosnensis
- Rhinanthus burnatii
- Rhinanthus colchicus
- Rhinanthus cretaceus
- Rhinanthus digeneus
- Rhinanthus dinaricus
- Rhinanthus elatior
- Rhinanthus facchinii
- Rhinanthus fallax
- Rhinanthus freynii
- Rhinanthus glacialis
- Rhinanthus gracilis
- Rhinanthus groenlandicus
- Rhinanthus helenae
- Rhinanthus illyricus
- Rhinanthus javorkae
- Rhinanthus mediterraneus
- Rhinanthus melampyroides
- Rhinanthus minor
- Rhinanthus nigricans
- Rhinanthus oesilensis
- Rhinanthus ovifugus
- Rhinanthus pampaninii
- Rhinanthus personatus
- Rhinanthus pindicus
- Rhinanthus ponticus
- Rhinanthus pseudomontanus
- Rhinanthus pseudosongoricus
- Rhinanthus pubescens
- Rhinanthus pulcher
- Rhinanthus rumelicus
- Rhinanthus rusticulus
- Rhinanthus schischkinii
- Rhinanthus serotinus
- Rhinanthus sintenisii
- Rhinanthus songaricus
- Rhinanthus songeonii
- Rhinanthus subulatus
- Rhinanthus wagneri
- Rhinanthus vassilczenkoi
- Rhinanthus vernalis
- Rhinanthus wettsteinii